# Budget bike
Een budget bike is een goedekope motorfiets in onder andere aanschaf en gebruik.
Veel motorfietsen uit het voormalige Oostblok zijn als budget bikes te beschouwen. Budget bikes worden vooral voor woon en werk verkeer gebruikt.